# Estelle Caron
Pour les articles homonymes, voir Caron.
Estelle Caron est une chanteuse et comédienne québécoise, née à Hull le 30 décembre 1926 et décédée le 20 avril 2010 à l'âge de 83 ans.

## Biographie
Estelle Caron débute comme comédienne à la station CKCH de Hull (aujourd'hui Gatineau). En 1949, elle rencontre le compositeur Pierre Petel qui l'introduit au monde de la radio de Radio-Canada où elle est rapidement engagée comme chanteuse dans différentes émissions radiophoniques à Montréal. De plus, elle joue comme comédienne dans quelques feuilletons radiophoniques.
En 1952, Estelle Caron devient la chanteuse attitrée de la populaire émission Les Joyeux Troubadours. Elle y travaillera, entre autres, avec Jean-Maurice Bailly et Gérard Paradis. Malgré sa popularité, elle ne connut pas de grands succès sur disque et fut peu présente à la télévision.
Sa carrière prendra fin en 1977 avec la dernière émission des Joyeux Troubadours .
Son conjoint, Jean Larose, a fait carrière comme pianiste.  Ils ont eu deux filles.

## Discographie
- 1962 : Estelle Caron chante Noël (Fonorama, MF 6).

Joyeux Noël; Monsieur la neige; Petit papa Noël; Noël des pauvres; Le p'tit renne au nez rouge; Vive le vent; Le rondel du petit Noël; La promenade en traîneau; À Noël; Noël blanc.
(Réédité en 2000 – Disques Encore – 22-6407)
- 1953 : Music-Hall canadien (Radio-Canada International, MBS-2430/2431).

Jardin d'automne; Danse paysanne; Départ; Le p'tit chien de laine; Nuit solitaire; À Rosemont sous la pluie; Je n'sais plus; J'ai vu la mer.

## Sources
- Philippe Laframboise, Un demi-siècle de Showbiz au Québec, Les Éditions Logiques, 1997 (p. 128)
- Robert Thérien et Isabelle D'Amours, Dictionnaire de la musique populaire, IQRC, 1992